# Dansk rätt
Dansk rätt är ett begrepp som syftar på den danska lagstiftningen och rättstraditionen samt dess historiska utveckling. Den tog sin början under medeltiden i separata landskapslagar och utvecklades från högmedeltiden till en enhetlig rikslagstiftning. Dansk rätt ingår i den nordiska rättstraditionen.

## Landskapslagar
Danmark var, liksom de övriga skandinaviska länderna, vid sitt inträde i historien delat i flera särskilda mindre enheter, vilka, om också förenade till en stat, likväl var för sig hade sin egen rätt och sin egen tingsförfattning. Landskapen Skåne, Halland och Blekinge samt ön Bornholm bildade åtminstone så till vida en enhet, som de hade en gemensam lag, vilken fick namn efter huvudlandet, Skåne. Jylland jämte Fyn lydde under den jylländska lagen. Och Själland hade, sannolikt jämte småöarna, sin egen rätt. Under 1100-talet synes uppteckningen av dessa landskapslagar ha börjat. Dessa uppteckningar var väl först privatarbeten, men erhöll senare kraft av gällande lag. Till grund för dem låg troligen lagframsägningar av en krets särskilt lagkunniga män, sannolikt kallade "lagmän", som innehade en ledande ställning på tingen. Men även lagstiftningen var tämligen tidigt verksam. I början utövades den lagstiftande makten av folket under faktisk medverkan, åtminstone i vissa fall, av kungen. I Danmark ägde ej samma förhållande rum som hos de övriga nordgermanska folken, att statens lagstiftning sträckte sig även till kyrkorätten, utan så vitt det ej överläts åt kyrkan själv att ordna de kyrkliga förhållandena, skedde detta ordnande genom överenskommelse mellan biskoparna och bönderna i de särskilda landskapen. Likasom i Sverige och Norge finner man också i Danmark vid sidan av landskapslagarna särskilda stadslagar, som utgjordes av samlingar av dels privilegier, till största delen utfärdade av kungarna, dels sedvanerättsgrundsatser. Härtill kommer ytterligare gårdsrätter och gillestatut.
Av de danska landskapslagarna ha omfattande uppteckningar blivit bevarade till vår tid. Den äldsta av dem är Skånelagen, av vilken en dansk och en latinsk text finns. Sjællandske lov finns i två bearbetningar, av vilka den ena betecknas som Kong Valdemars Sjællandske lov och den andra som Kong Eriks Sjællandske lov. Dessa båda bearbetningar - utan tvivel privatarbeten -, av vilka den förra är äldre, synas ha uppstått oberoende av varandra, båda i förra hälften av 1200-talet, efter Skånelagen, men före lagen för Jylland. Denna - Jydske lov - är, sådan den nu föreligger, en verklig lagbok, utgiven av Valdemar Sejr på ett riksmöte i Vordingborg 1241. Lagen, som ursprungligen gällde för det jutska rättsområdet, erhöll sedermera sedvanerättsligt en vidsträcktare betydelse, men blev aldrig en lag för hela Danmark.
Till Jydske lov ansluta sig Thord Degns artikler, ett för dess kompletterande avsett privatarbete, som emellertid senare (troligen på ett riksmöte i Nyborg 1354) erhöll kunglig stadfästelse. Av kyrkorätter är att märka den skånska kyrkorätten och den själländska, vilka båda förskriver sig från 1100-talet. Bland stadsrätterna kan urskiljas flera särskilda grupper, nämligen den slesvigska (inom vilken staden Slesvigs stadsrätt är den äldsta), den jylländska, den fynska och den själländska, varjämte för det skånska rättsområdet gällde en gemensam stadsrätt, som bar det även i den svenska och norska rätten kända namnet Bierkeræt. Härtill komma slutligen allmänna stadsrätter, privatarbeten, som på sedvanerättslig väg vann användning i vissa städer. En föregångare till gårdsrätterna är Withærlogh, en för hirden avsedd strafflag, som enligt egen uppgift härstammar från Knut den stores tid. Av de båda danska gårdsrätterna är den äldre ett rättslån från Sverige. Den är inarbetad i den yngre, som utfärdades av Fredrik II 1562.

## Rikslagstiftning
Vid mitten av 1200-talet tar den danska rikslagstiftningen sin början i form av kungliga förordningar givna för hela riket. Dessas antal var under medeltiden obetydligt, men från 1500-talets början fick rikslagstiftningen en synnerlig betydelse, i det att från denna tid rätten på olika områden började att på ett genomgripande sätt omgestaltas genom en rad recesser och ordinanser, genom vilka en gemensam kodifikation för hela riket förbereddes. Väl blev Kristian II:s försök till lagstiftning utan bestående betydelse. Däremot vidtogs under Kristian III:s, Fredrik II:s och Kristian IV:s tid flera lagstiftningsåtgärder av vikt. Genom dessa den senare tidens lagar, som var gemensamma för hela riket, hade medvetandet om statens enhet alltmer tillvuxit; och detta medvetande erhöll ny näring genom enväldets införande 1661. Det är naturligt, att tanken på att, i likhet med vad redan för länge sedan skett i Sverige och Norge, förskaffa även Danmark en gemensam lagbok därigenom skulle framkallas. En sådan kom emellertid till stånd först genom Kong Kristian V:s danske lov, vilken kungjordes genom en förordning 23 juni 1683. Denna lag, som visserligen delvis har till källor de gamla landskapslagarna och dessutom upptagit mycket av 1500- och 1600-talens lagstiftning, kan emellertid sägas vara i väsentliga avseenden oberoende av den äldre rätten. Lagen, som ursprungligen gavs för konungariket Danmark, erhöll däremot inte gällande kraft för hertigdömet Slesvig, där Jydske lov, om också ej utan åtskilliga undantag, bibehöll sig. Kong Kristian V:s danske lov utgör fortfarande grundvalen för den i Danmark gällande rätten, ehuru visserligen viktiga förändringar på särskilda områden genom senare lagstiftning blivit gjorda.